# NHK吾妻萩生テレビ中継放送所
NHK吾妻萩生テレビ中継放送所（エヌエイチケイあがつまはぎゅうテレビちゅうけいほうそうしょ）は、群馬県吾妻郡東吾妻町の旧吾妻町域にあったNHKのテレビ中継局である。

## 概要
- 当中継局は、当時の住所で吾妻郡吾妻町萩生字板倉819番33号に置かれ、該当地区へ電波を発射していたが、共同受信施設の整備などで2001年（平成13年）3月31日をもって廃止された[要出典]。
- なお、群馬テレビは、2011年（平成23年）7月24日のアナログ終了まで、当地から電波を発射していた[要出典]。

## 中継局概要（廃止時点）
| 放送局名          | チャンネル | 空中線電力        | ERP  | 放送対象地域 | 放送区域内世帯数 | 開局日 廃止日                |
| NHK東京教育テレビ | 27ch       | 映像3W /音声750mW | 不明 | 全国放送     | 約520世帯        | 1982年12月23日 2001年3月31日 |
| NHK東京総合テレビ | 29ch       | 映像3W /音声750mW | 不明 | 関東広域圏   | 約520世帯        | 1982年12月23日 2001年3月31日 |